# Румынское национальное движение

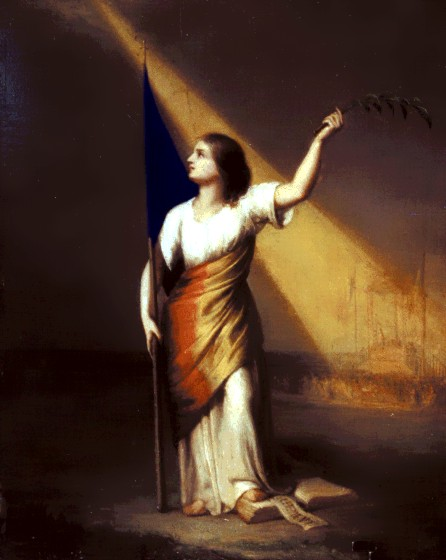
«Румыния, разрывающая цепи на поле Свободы». Картина К. Д. Розенталя (1850-е годы)

Национальное возрождение в Румынии (рум. Renașterea națională a României) началось в первой половине XIX века. Румыны начали задумываться о создании национального государства. Сначала румыны надеялись на помощь России, но впоследствии начали опасаться, что Россия, как и Австрийская империя, захочет аннексировать Румынию. Поэтому лидеры румынского национального движения стали искать помощь в Западной Европе.

## Освободительное движение
В 1821 году произошло восстание Тудора Владимиреску. Изначально румыны выступали в союзе с греками, но потом движение Владимиреску приобрело антигреческую направленность. Восстание окончилось поражением румын. В 1829—1834 и 1848—1856 годах Румыния находилась под российским протекторатом. Революции 1848 года в Дунайских княжествах, направленные на независимость Валахии и Молдавии и автономию Трансильвании. Они также потерпели поражение, но вселили в румын надежду на свержение иностранного господства. Европейские державы не пришли на помощь Румынии, и та была вынуждена действовать против Османской империи в одиночку.
После Крымской войны Румыния попала под протекторат великих держав. В 1859 году Молдавия и Валахия были связаны личным союзом. В обоих княжествах на престол сел видный деятель румынского национального движения Александру Иоан Куза. Образовалось новое государство — Объединенное княжество Валахии и Молдавии. Трансильвания осталась под австрийской властью, и хотя в ней большинство населения составляли румыны, регион находился под жестким венгерским контролем.
В 1861 году в Сибиу была образована Трансильванская ассоциация литературы и культуры румын под защитой местного правительства. Эта организация сыграла важную роль в пробуждении у румын национального самосознания.

## Образование Румынии
В 1862 году образовано княжество Румыния. В 1866 году его возглавил Кароль I. В следующем году император Франц Иосиф I передал Трансильванию Венгрии. Впоследствии, по итогам Русско-турецкой войны Румыния стала независимым королевством. В 1918 году Трансильвания и Бессарабия были окончательно присоединены к Румынскому государству.